# North Wilkesboro Speedway

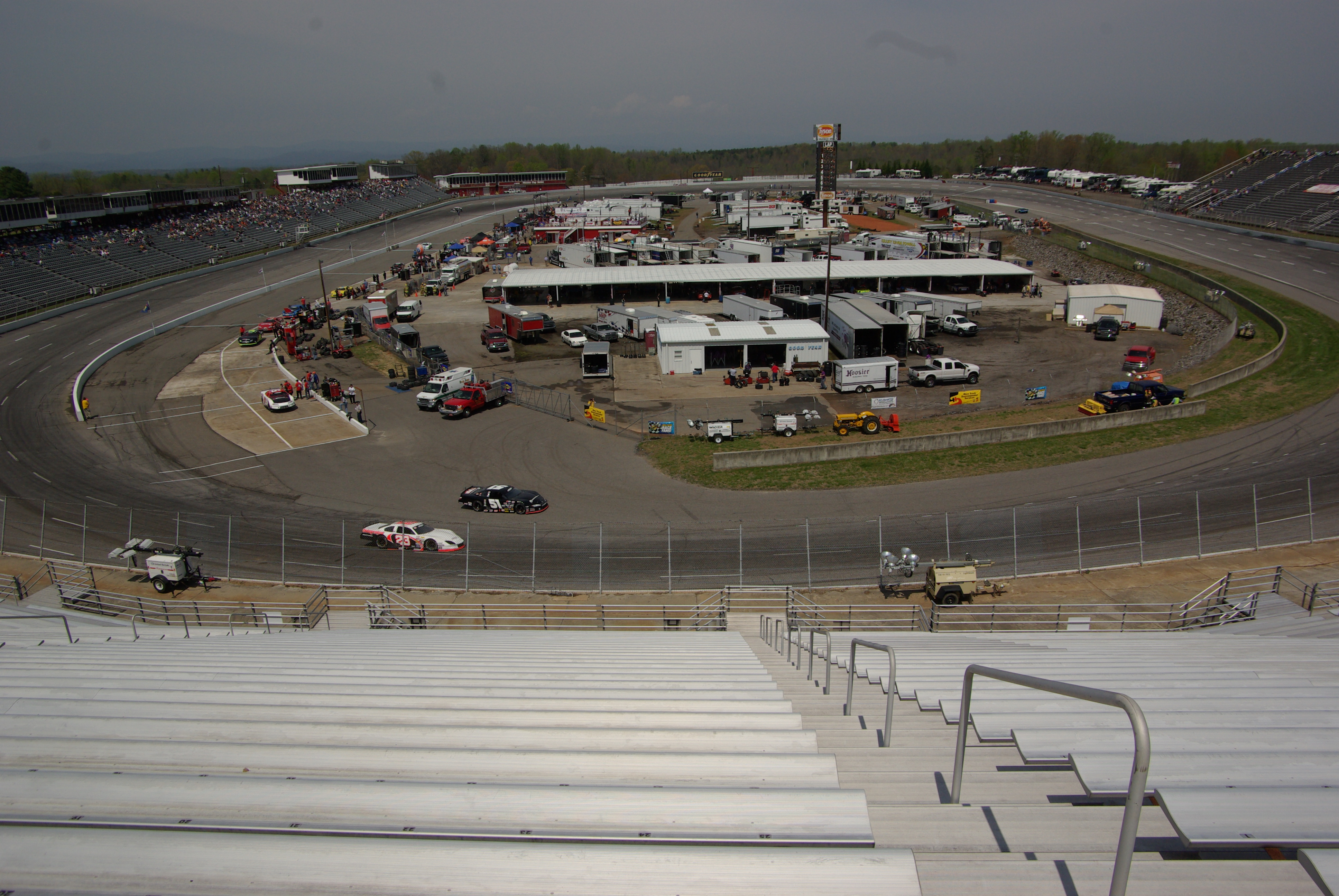

Bansträckningen

North Wilkesboro Speedway är en amerikansk racerbana i North Wilkesboro, North Carolina, USA som ägs av Speedway Motorsports. Banan var i huvudsakligen som mest aktiv mellan 1947 och 1996. Banan är 0,625 mile (1,006 km) lång med 14° bankning i kurvorna. Nascar Cup Series kör sedan 2023 Nascar All Star Race på banan.

## Karaktär/Historia
North Wilkesboro var en ordinarie bana i Nascar:s Cupserie under dess 48 första säsonger, med avslutning 1996, då banan beslutades att stängas. Banan finns fortfarande kvar, men användes i stort sett fram till 2023 inte till några tävlingar. År 2022-2023 renoverades banan och var tillbaka på Nascars tävlingskallender 2023 som en del av Nascars 75-årsjubileum. Nascar All Star Race och ett race i truckserien kördes i maj. År 2024 kommer banan asfalteras om. Senast det gjordes var 1981.